# John Gregson
John Gregson, ursprungligen Harold Thomas Gregson, född 15 mars 1919 i Liverpool, England, död 8 januari 1975 i Porlock Weir nära Porlock, Somerset, England, var en brittisk skådespelare. Gregson filmdebuterade 1948 och medverkade i film och TV-produktioner till 1976, de sista rollerna postumt.

## Filmografi, urval
- 1948 – De fria viddernas män
- 1949 – Liverpool-expressen
- 1949 – Massor av whisky
- 1950 – Skattkammarön
- 1951 – Jag stal en miljon
- 1952 – The Holly and the Ivy
- 1953 – Blixten från Titfield
- 1953 – På vift med Genevieve
- 1955 – Snål som en skotte
- 1957 – Kärlek och asfalt
- 1960 – Ansikten i mörkret
- 1962 – Den längsta dagen
- 1962 – Lev nu - betala senare
- 1967 – Generalernas natt